# Îles Estelas (Galice)
Les  Îles Estelas, (en espagnol Islas Estelas  et en galicien Illas Estelas), sont un archipel situé face à la péninsule de Monteferro (es) de la commune galicienne de Nigrán, en Espagne.

## Description
Il est composé de deux îles plus grandes (Estela de Dentro, avec 9,6 hectares, Estela de Fuera, avec 7 hectares) et d'un groupe d'îlots appelés As Serralleiras, ainsi que d'autres îlots plus petits et de plusieurs rochers. 
Au total, l'archipel s'étend sur 19 ha. Les deux plus grandes îles ont une apparence de plateau, entourées de récifs et couvertes d'arbres et d'arbustes. Elles sont exemptes de constructions et constituent un important banc de coquillages.

## Aire protégée
L'archipel est petit mais possède des fonds marins bien préservés  et constitue un point de passage pour les oiseaux présentant un intérêt pour la conservation, c'est pourquoi il a été déclaré zone spéciale de conservation (ZSC) par le réseau Natura 2000.

### Flore
Les îles sont entourées de récifs. Elles sont rocheuses et recouvertes de bruyère côtière. Elles ont quelques arbustes et arbres bas de forêts mixtes. 

### Faune
Des oiseaux d'intérêt tels que la sterne caugek (Sterna sandvicensis), la sterne pierregarin (Sterna hirundo), la guifette noire (Chlidonias niger), et des oiseaux migrateurs tels que le grand cormoran (Phalacrocorax carbo) et le goéland pontique (Larus cachinnans) y sont présents.

## Galerie

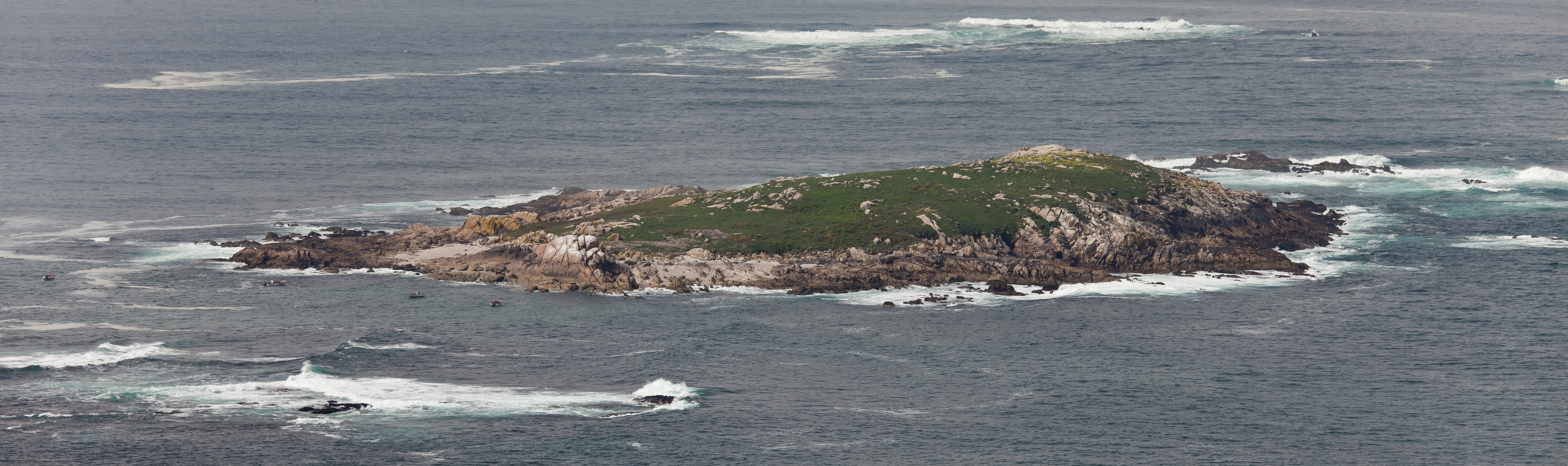